# Whitstable
Whitstable (pronunțat /ˈʍɪtstəbəl/) este un oraș în comitatul Kent, regiunea South East, Anglia. Orașul se află în districtul Canterbury. 